# Bhumenahalli, Gauribidanur
Bhumenahalli là một làng thuộc tehsil Gauribidanur, huyện Kolar, bang Karnataka, Ấn Độ.